# Daniel Braun
Daniel Braun (* 1992 in Saarbrücken) ist ein deutscher Sachbuchautor, Informatiker und Hochschullehrer. Er ist Professor für Informatik mit Schwerpunkt Natural Language Processing an der Philipps-Universität Marburg.

## Ausbildung
Braun absolvierte einen Abschluss zum Bachelor in Informatik an der Universität des Saarlandes und später einen Master in Computing Science an der University of Aberdeen. Im Jahr 2021 schloss er eine Promotion an der Technischen Universität München mit einer Dissertation zum Thema „Automated Semantic Analysis, Legal Assessment, and Summarization of Standard Form Contracts“ ab.

## Forschung
Während seiner Zeit an der Universität des Saarlandes arbeitete Braun am Deutschen Forschungszentrum für Künstliche Intelligenz. Von 2021 bis 2024 war er als Assistant Professor an der Universität Twente tätig. Dort forschte er schwerpunktmäßig zu Anwendungen künstlicher Intelligenz und der automatischen Verarbeitung natürlicher Sprache in wissensintensiven Prozessen. Zum Dezember 2024 nahm er einen Ruf an die Philipps-Universität Marburg an, wo er seitdem als Professor für Praktische Informatik mit Schwerpunkt Natural Language Processing die Arbeitsgruppe Natural Language Processing leitet. Im selben Jahr lehnte Braun einen ebenfalls ergangenen Ruf auf den Lehrstuhl für Artificial Intelligence an der Zeppelin Universität in Friedrichshafen ab.

## Sachbuchautor
Seit 2009 schreibt Braun Fach- und Sachbücher, die im Mitp Verlag erscheinen. Seine Bücher werden regelmäßig in der Fachpresse besprochen. Die beiden Titel Let's Play Minecraft: Dein Redstone-Guide und Let's Play Minecraft: Dein Praxis-Guide belegten im Juli 2015 Platz eins und zwei der buchreport EDV-Bestsellerliste.

## Auszeichnungen
- 2022: KlarText – Preis für Wissenschaftskommunikation[9], Dr.-Heinz-Sebiger-Preis[10]
- 2023: Förderpreis Konsum & Verbraucherwissenschaften der Verbraucherzentrale NRW[11]
- 2024: Ernennung zum Junior-Fellow der Gesellschaft für Informatik[12]

## Veröffentlichungen (Auswahl)

### Monographien
- Roboter programmieren mit NXC für LEGO MINDSTORMS NXT. Mitp Verlag, Heidelberg [u. a.] 2009, ISBN 978-3-8266-5070-3, 2. aktualisierte Auflage 2010, ISBN 978-3-8266-9064-8
- Roboter programmieren mit NXT-G für LEGO MINDSTORMS NXT. Mitp, Heidelberg [u. a.] 2011, ISBN 978-3-8266-9096-9
- Let’s Play Minecraft: Dein Praxis-Guide. Mitp Verlag, [Wachtendonk] 2014, ISBN 978-3-8266-7650-5, 2. Auflage 2016, ISBN 978-3-95845-383-8
- Let’s Play Minecraft: Dein Redstone-Guide. Mitp Verlag, [Frechen] 2015, ISBN 978-3-8266-9678-7, 3. Auflage 2020, ISBN  978-3-7475-0204-4
- Let's Play Minecraft: Plugins programmieren mit Java. Mitp Verlag, [Frechen] 2015, ISBN 978-3-95845-139-1, 4. Auflage 2021, ISBN 978-3-7475-0473-4
- Java Schnelleinstieg. Mitp Verlag, [Frechen] 2022, ISBN 978-3-7475-0392-8

### Aufsätze
- SaferDrive: An NLG-based behaviour change support system for drivers, in: Natural Language Engineering 24/4 (2018), S. 551–588
- The Potential of Customer-Centered LegalTech, in: Datenschutz und Datensicherheit (DuD) Nr. 43 (2019), S. 760–766
- I beg to differ: how disagreement is handled in the annotation of legal machine learning data sets, in: Artificial Intelligence and Law Nr. 32 (2024), S. 839–862